# Lowell George
Lowell George (Hollywood, 13 aprile 1945 – Arlington, 29 giugno 1979) è stato un chitarrista statunitense, fondatore e leader dei Little Feat.
Cominciò a suonare la chitarra a 11 anni e divenne presto famoso per la sua abilità con la slide guitar, anche se fu in un certo senso "guidato" da un incidente occorsogli a una mano durante la registrazione del primo album dei Feat mentre si dava da fare con l'elica di un aeroplano radiocomandato (l'episodio è "documentato" dalla copertina di Under the Radar dei Little Feat, realizzata, come quasi tutte le altre, da Neon Park). Così, anziché servirsi del solito cilindro di vetro o di acciaio, cominciò a usare uno svitacandele. 
Con Ry Cooder è stato forse il massimo interprete dello strumento ed ha così profondamente influenzato i colleghi da essere citato dai Rolling Stones in Beggar's Banquet e in Let It Bleed. Lowell George costituì il suo primo gruppo, i Factory, nel 1965, con Ritchie Hayward (poi batterista dei Feat), e Martin Kibbee (alias Fred Martin) coautore di diversi brani per i Little Feat, tra cui Dixie Chicken e Rock & Roll Doctor. I primi due brani dei Factory furono prodotti da Frank Zappa.
Dopo lo scioglimento dei Factory si unì agli Standells, e quando anche questi si sciolsero, Zappa lo chiamò per suonare con i Mothers of Invention. I Feat raggiunsero la massima popolarità negli anni settanta e il loro primo album dal vivo ufficiale (i Feat sono sempre stati oggetto di bootleg) Waiting For Columbus, del 1978, è ancora oggi uno dei più venduti del genere. Nel 1979, per contrasti con il resto del gruppo che non condivideva più i suoi gusti musicali, George abbandonò i Feat e realizzò un suo album da solista Thanks I'll Eat It Here, con solo tre brani originali su undici.
Il 28 giugno 1979, infatti, dopo un concerto al Lisner Auditorium di Washington D.C., che si narra grandioso, Lowell George, ormai da tempo sofferente per un'epatite che lo aveva portato a pesare oltre 120 chili, si sentì male per un'overdose nella sua stanza al Marriott Twin Bridges di Arlington in Virginia e fu ricoverato d'urgenza in ospedale, dove venne però dichiarato morto già all'arrivo. Solo i suoi familiari vennero messi al corrente della sostanza che causò l'overdose. Le sue ceneri furono disperse nel Pacifico dalla barca con cui era solito andare a pesca. Jackson Browne e Christopher Cross gli hanno dedicato Of Missing Persons e Ride Like the Wind.